# هانس هارمز
هانس هارمز (بالألمانية: Hans Harms)‏ هو مدير ألماني، ولد في 3 سبتمبر 1906 في فيسبادن في ألمانيا، وتوفي في 28 يونيو 1975.